# Роминаші
Роминаші (рум. Românași) — село у повіті Селаж в Румунії. Адміністративний центр комуни Роминаші.
Село розташоване на відстані 373 км на північний захід від Бухареста, 12 км на південний схід від Залеу, 48 км на північний захід від Клуж-Напоки.

## Населення
За даними перепису населення 2002 року у селі проживала 951 особа.
Національний склад населення села:
| Національність | Кількість осіб | Відсоток |
| -------------- | -------------- | -------- |
| румуни         | 824            | 86,6%    |
| цигани         | 123            | 12,9%    |

Рідною мовою назвали:
| Мова      | Кількість осіб | Відсоток |
| --------- | -------------- | -------- |
| румунська | 859            | 90,3%    |
| циганська | 91             | 9,6%     |